# Підкуйчанськ
Підкуйча́нськ —  село в Україні, у Коломийчиській сільській громаді Сватівського району Луганської області. Населення становить 40 осіб. Орган місцевого самоврядування — Куземівська сільська рада.

## Новітня історія
Захоплена ЛНР 25 червня 2022 року. Звільнена 31 грудня 2022 року ЗСУ.

## Населення

### Мова
Розподіл населення за рідною мовою за даними перепису 2001 року:
| Мова       | Кількість | Відсоток |
| ---------- | --------- | -------- |
| українська | 38        | 95%      |
| російська  | 2         | 5%       |
| Усього     | 40        | 100%     |